# FaceRig
FaceRig（フェイスリグ）は、ユーザーの顔の表情や動きをWebカメラを利用して、3次元キャラクターモデル上で表現するソフトウェア。
このアプリケーションは、ルーマニアの独立系開発者からなるチームによって開発されており、当初はインディーゴーゴーのクラウドファンディング・プロジェクトで資金集めが行われた。
株式会社Live2Dの開発したソフトLive2Dとの連携によりVTuberが作成できることで人気を博し､日本人のユーザーが非常に多い｡
2020年9月に後継ソフトのAnimaze by FaceRigが発表され､同年11月にサービスが開始(年単位ライセンス購入制)。同時にFaceRigのサポートも同ソフトに引き継がれる形で2021年末で終了となった。